# Unterscheidung
Die Unterscheidung (lateinisch distinctio; griechisch διάκρισις, διορισμός) ist eine Grundtätigkeit des Denkens. Sie besteht in der „[…] aktiven Feststellung bzw. Klarlegung von Unterschieden, Verschiedenheiten, Andersheiten.“ Sie ist eine Voraussetzung der Klassifikation und der Erkenntnis. Die Praxis zur Unterscheidung ist der Vergleich.

## Aspekte des Begriffs
Die folgenden Aspekte sind Zusammenstellungen aus gängigen Wörterbüchern. „Unterscheiden“ bzw. „Unterscheidung“ sind ganz selbstverständliche Termini, die selten reflektiert werden.

### Gebrauch des Wortes
Das Verb „unterscheiden“ ist laut Wörterbuch der Brüder Grimm schon seit dem 8. Jahrhundert in Gebrauch. Damals hieß das Stammverb skeidan und veränderte sich später in scheiden. Verwendet wurde es im Sinne von „teilen, trennen, entscheiden, beilegen, beenden, auslegen“. An diesem Gebrauch hat sich nach Auskunft neuester Wörterbücher im Wesentlichen nichts geändert.
Mit Unterscheidungen wird die Welt eingeteilt, bzw. geordnet. Quantitäten werden gezählt, geteilt und getrennt. Richterliche Unterscheidungen legen Streitigkeiten bei und beenden durch Entscheidungen unklare Rechtsverhältnisse. Mit Unterscheidungen werden 'Menschen von Menschen' und 'Sachen von Sachen' nach Verschiedenheiten getrennt, auch Unterschiede genannt. Unterschiede sind abweichende Merkmale (Kriterien), die als Basis fürs Unterscheiden dienen. Unterscheidungen des Verhaltens oder Aussehens verwenden Menschen untereinander und füreinander. Über Dinge, Tiere, Pflanzen, chemische Stoffe werden Unterscheidungen getroffen, indem sie nach Eigenschaften (Qualitäten) getrennt werden.
In der philosophischen Tradition werden Unterscheidungen in Kategorien schematisiert. Daraus lassen sich unterschiedliche logische bzw. ontologische Gesetzmäßigkeiten und Begriffe entwickeln, unter denen z. B. Substanz und Kausalität noch heute als allgemein gültige Unterscheidungen gelten. Unterscheidungen von Gegenständen und Themen nach Mustern, Strukturen und Zusammenhängen zu ordnen wird in der Kognitionswissenschaft als Kategorisierung behandelt.

### Unterscheiden und Bewerten
Alle Unterscheidungen beruhen auf Bewerten und Beurteilen: wie z. B. Gut und Böse, Schuld und Unschuld, Richtig und Falsch usw. Auch Unterscheidungen wie rechts und links für Parteien. Unterscheidungen können veralten, wenn sie anders bewertet werden: Dann gehören sie der Vergangenheit an. Bestimmte Unterscheidungen sind nicht nachvollziehbar; es gibt außerdem törichte, hinderliche und hinfällige Unterscheidungen. Das Kaleidoskop der Unterscheidungen und Bewertungen ist unerschöpflich.
Wir treffen grundsätzliche Unterscheidungen (z. B. zwischen Wissenschaften, Normen, Zielen …). Selbst sachliche Unterscheidungen hängen vom Bewerten ab – also von ganz bestimmten Entscheidungen, die wiederum von Einstellungen, Weltanschauungen, Religion, Parteizugehörigkeit u. ä. m. entschieden oder bestimmt werden.

### Unterscheidung und Bedeutung
Was Menschen sehen, hören, fühlen, wird bewertet und unterschieden. Unterschiedenes wird in Worte gefasst und so Bedeutung geäußert. Moderne Philosophen sagen, dass diese Bedeutungen die Welt ausmachen, in der wir leben. Durch Unterscheidung wird diese Lebenswelt übersichtlicher, bzw. die „Komplexität von Welt“ reduziert (Niklas Luhmann). Alle Bedeutungen sind Unterscheidungen. Sie markieren einen momentanen Zustand, Wiederholungen sowie Zusammenhänge. Unterscheidungen sind der Rahmen von anderen Unterscheidungen. Alles, was erkannt wird, basiert auf Unterscheidungen. Diese nennt man auch Differenzierungen. Wenn jemand differenziert denkt, dann macht er viele Unterschiede. Der Zusammenhang zwischen Bedeutung und Unterscheidung zeige sich z. B. wenn Gesichter erkannt werden. Es gäbe Gesichter, die uns etwas sagen oder uns wenig oder nichts sagen. Entsprechend wenden wir uns ihnen zu oder nicht. Bis zum Alter von sechs Monaten sind Menschenkinder in der Lage sowohl Affengesichter als auch Menschengesichter zu unterscheiden. Dann verliert sich diese Unterscheidungsfähigkeit und es werden nur noch Gesichter von Menschen unterschieden.

## Die Idee der Unterscheidung

### Philosophie
Jeder Wissenschaftler, Dichter, und Autor, dürfte die Denkfigur des Unterscheidens und damit Unterscheidungen benutzen. Für die Interpretation von Texten dürfte das Entdecken von Unterscheidungen hilfreich sein, denn sie setzen Bewertungsmaßstäbe, bzw. Überzeugungen voraus. Poststrukturalistische Theorien unserer Zeit haben diesen Zusammenhang unter dem Terminus "Differenz" aufgegriffen.
Unterscheidungen durch Beobachten und Reflektieren:
Philosophieren bedeutete für die Mehrheit der antiken Griechen, sinnliche Erfahrungen zu reflektieren. Es ergaben sich Unterscheidungen zwischen allgemeinen Prinzipien und einzelnen Phänomenen. Man erfand Gesetze, denen regelhafte Unterscheidungen zugrunde lagen, wie den Satz des Thales oder den Satz des Pythagoras. Man suchte Unterscheidungen für Lösungen von Fragen, die Natur und Mensch in dieser Welt aufwerfen. Man fand unterscheidbare, abstrakte Gesetzmäßigkeiten der Natur (Atomlehre des Demokrit) und deutlich unterscheidbare Zusammenhänge zwischen Naturphänomenen (Xenophanes behauptete, die Verdunstung von Wasser bewirke bestimmte Wettererscheinungen.)
In allen Bereichen wurde das Viele beobachtet, analysiert, nach unterschiedlichen Merkmalen geordnet und so Ordnungen (Kategorien) geschaffen. So z. B. in der Frage nach den Grundbausteinen von Sprache (Schrift, Grammatik, Rhetorik) durch die Sophisten. Man formulierte umfassende Ideen (Theorien), um Einzelphänomene auf ein Ganzes (Kosmos) hin zu denken, und Aristoteles behauptete: „Das Ganze ist mehr als die Summe seiner Teile.“ Den Anfang von allem hielt Anaximander für unerforschbar und unbestimmbar.
Gemeinsame Unterscheidungen ergeben sich im Dialog:
Die sokratischen Dialoge – auch wenn sie dichterische Erfindungen Platons sind – können einen Eindruck davon geben, welche und wie Unterscheidungen in Gesprächen zwischen Philosophen getroffen wurden. Es wurden Normen und Vorurteile geprüft, Begriffsklärungen vorgenommen, gemeinsam Lösungsmöglichkeiten durchdacht. Das Bemühen um Unterscheidungen, auf die man sich einigen konnte, führte oft zu verwirrenden Gesprächssituationen für alle Beteiligten.
Der Dialog als Mittel der Verständigung wird auch heute praktiziert. Unternehmen schätzen es, wenn Ideen, z. B. in Teambesprechungen, dialogisch gewonnen werden.
Falls es nicht gelang, gemeinsame Unterscheidungen zu treffen, wurde dieses Problem Thema des jeweiligen Dialoges. Platon behauptete u. a., dass ein Diskurs immer dann strittig werde, wenn entweder Sachverhalte oder Überzeugungen Irrtümer enthalten.  Um solche Schwierigkeiten zu bewältigen, seien eigenes Denken und Bearbeiten der Sache unerlässlich. Die ersten kompletten Darstellungen solcher Unterscheidungen gelangen aus heutiger Sicht Aristoteles.

#### Logik
Die Logiker bemühten sich darum, Unterscheidungen unverwechselbar zu bestimmen. Nach Aristoteles kommt das Unterscheidungsvermögen (κριτικόν) der Seele zu. Er nennt quantitative und qualitative Unterscheidungen. Ferner soll er als erster Unterscheidungen nach wesentlichen, unwesentlichen und zufälligen Merkmalen geordnet haben. Wesentliche Merkmale nannte er diejenigen, die für eine bestimmte Gattung von Lebewesen zutraf und nach denen man eine bestimmte Spezies (Art) unverwechselbar von einer anderen unterscheiden konnte. Dieser wesentliche Unterschied ging unter der Bezeichnung "differentia spezifica" in die Methode des Definierens ein. Davon trennte er die zufälligen Unterscheidungen ("differentia accidentalis"), die keine bestimmte Unterscheidung zwischen den Arten zuließen (z. B. die Zweibeinigkeit). Als drittes Unterscheidungskriterium nannte er die Verschiedenheiten, die zwischen zwei Exemplaren ein und derselben Art vorhanden sind, die "differentia numerica" (z. B. die Augenfarbe). Hier handelt es sich um ein hierarchisches System für Unterscheidungen, dessen Teile wiederum von anderen Unterscheidungen, bzw. Bewertungen bestimmt werden.
Die Scholastiker, insbesondere die Scotisten, unterschieden für ihre begrifflichen Unterscheidungen: den Unterschied, der mit einem sachlichen Unterschied korrespondiert ("distinctio rationis") und den formalen, d. h. abstrakten Unterschieden ("distinctio formalis"). In mittelalterlichen Diskursen spielte diese Unterscheidung eine wichtige Rolle. Die 'distinctio formalis' war eine Art "gerechtfertigte, bzw. wahre Aussage".

#### Ontologische Unterscheidungen
Auf Substanzen und ihre Eigenschaften bezogen bezeichnet der Begriff distinctio realis den Unterschied zwischen zwei unterschiedlichen Substanzen; dagegen bedeutet distinctio modalis einerseits den Unterschied zwischen einer Substanz und ihren Eigenschaften, andererseits den Unterschied zwischen den Eigenschaften einer Substanz.

#### Erkenntnistheorie
Nach Hume sind alle Vorstellungen („ideas“), welche verschieden („different“) sind, trennbar („separable“). Die distinction of reason (gedankliche, begriffliche Unterscheidung) schließt weder eine Verschiedenheit noch eine Trennung ein. Sie beruht auf der Betrachtung eines und desselben nach verschiedenen Gesichtspunkten.
Kant schreibt: 

„Es ist ganz was anderes, Dinge voneinander unterscheiden, und den Unterschied der Dinge erkennen. Das letztere ist nur durch Urteilen möglich. ... Logisch unterscheiden heißt erkennen, daß ein A nicht B sei, und ist jederzeit ein verneinendes Urteil. Physisch unterscheiden heißt, durch verschiedene Vorstellungen zu verschiedenen Handlungen getrieben werden.“

#### Konstruktivismus
Eine besondere Bedeutung hat Unterscheidung im Konstruktivismus, vor allem im Radikalen Konstruktivismus. Konstruktivisten gehen davon aus, dass sich die Realität nicht von selbst zeige. Die Wirklichkeit wird nicht vorgefunden, sondern wir erfinden sie. Unterschiede wie zum Beispiel Farben und Formen seien Unterscheidungen die Menschen treffen. Kybernetiker, wie W. Ross Ashby sagen über den Terminus Unterscheidung: "The most fundamental concept in cybernetics is that of difference, either that two things are recognisably different or that one thing has changed with time." Aus ethnologischer Sicht formulierte Gregory Bateson: "Es bedarf zweier Etwasse, um einen Unterschied hervorzubringen."

### Psychologie

#### Psychophysik
Das Unterscheidungsvermögen, auch als Diskriminationsvermögen bezeichnet, der Sinne ist seit den Pionierarbeiten des Leipziger Physiologen Ernst Heinrich Weber (1795–1878) und des Physikers Gustav Theodor Fechner (1801–1887) häufig untersucht worden.
E. Weber untersuchte mit psychophysikalischen Experimenten das menschliche Unterscheidungsvermögen für Gewichte und entdeckte dabei eine konstante Unterschiedsschwelle auf physikalische Reize: "Der eben merkliche Unterschied zweier Reize (dS) steht zur absoluten Größe des Standardreizes (S) in konstantem Verhältnis (dS/S=k)"
Fechner fand für alle Sinnesqualitäten eine logarithmische Abhängigkeit der Empfindungsintensität von der Reizstärke.

### Neurophysiologie
Die Neurophysiologen des 20. Jahrhunderts entdeckten ein weiteres Grundphänomen der Wahrnehmung, das zur Bildung von geistigen Grenzen führt, in der Kontrastbildung. Eine automatisch-physiologische Kontrastbildung (=Grenzbildung) ist in allen Sinnesbereichen nachweisbar. Sie beruht auf einer besonderen Verschaltung innerhalb der Leitungsbahnen (Konvergenz – Divergenz), die von den Sinnesorganen zum Gehirn ziehen (Laterale Hemmung). Dieses Prinzip ist in allen Ebenen des Nervensystems wirksam, auch in der Großhirnrinde und könnte mit der Tätigkeit 'unterscheiden', bzw. der 'Unterscheidungsfähigkeit' zusammenhängen. In Tierversuchen mit Primaten konnte nachgewiesen werden, dass "Unterschiede", z. B. Merkmale von Gesichtern, durch die Aktivität einzelner Neuronen repräsentiert sind.

### Soziologie

#### Systemtheorie
Niklas Luhmann stellt in seiner Systemtheorie die Unterscheidung ins Zentrum erkenntnistheoretischer Überlegungen. Luhmann stützt sich dabei auf die "Laws of Form" des Mathematikers George Spencer-Brown, der in seinem logischen Kalkül die Unterscheidung als Basis der Logik postuliert.
Siehe auch Differenz (Luhmann)

### Sprachwissenschaft
Siehe Différance (Jacques Derrida).